# ヘンリーケ・ホールハイス
ヘンリーケ・ホールハイス（Henrieke Goorhuis、1990年 - ）は、オランダの漫画家、イラストレーター。オリビア・B・ボメルとトム・プスが登場する物語 Het lastpak のイラストで知られている。ファーリー・ファンダムを好んでいる。